# Tokary (województwo zachodniopomorskie)
Tokary (niem.: Deutschrode) – wieś w Polsce położona w województwie zachodniopomorskim, w powiecie sławieńskim, w gminie Sławno.
Według danych z 1 stycznia 2011 roku wieś liczyła 69 mieszkańców. 
W latach 1975–1998 miejscowość położona była w województwie słupskim.